# Liste von Perinatalzentren in der Schweiz
Die Liste von Perinatalzentren in der Schweiz nennt die neun Perinatalzentren in der Schweiz, denen die Neugeborenen-Intensivpflege mit Stand von 2011 zugeteilt ist:
- Hôpitaux universitaires de Genève (HUG)
- Centre hospitalier universitaire vaudois (CHUV)
- Inselspital Bern
- Universitäts-Kinderspital beider Basel
- Universitätsspital Zürich (USZ) (in Zusammenarbeit mit dem Kinderspital Zürich)
- Ostschweizer Kinderspital St. Gallen (in Zusammenarbeit mit dem Kantonsspital St. Gallen)
- Luzerner Kantonsspital (LUKS)
- Kantonsspital Aarau (KSA)
- Kantonsspital Graubünden (KSGR)
- Kantonsspital Winterthur (KSW)